# Tomoxena flavomaculata
Tomoxena flavomaculata är en spindelart som beskrevs av Simon 1895. Tomoxena flavomaculata ingår i släktet Tomoxena och familjen klotspindlar. Inga underarter finns listade i Catalogue of Life.